# Multivac
Multivac este o companie producătoare de utilaje de ambalare în vacuum din Germania.
Grupul Multivac a finalizat anul 2008 cu afaceri de aproximativ 500 de milioane de euro la nivel mondial, compania fiind prezentă în 44 de țări din întrega lume.
Compania este prezentă și în România, unde a avut vânzări de 7 milioane euro în anul 2008.